# Кузано-Миланино
Куза́но-Милани́но (итал. Cusano Milanino) — город в Италии, в провинции Милан области Ломбардия.
Население составляет 19 520 человек (на 2004 г.), плотность населения составляет 6431 чел./км². Занимает площадь 3 км². Почтовый индекс — 20095. Телефонный код — 02.
Покровителем населённого пункта считается святитель Мартин Турский. Праздник ежегодно празднуется 11 ноября.